# Harry McCoy
Harry McCoy (Philadelphia, Pennsylvania, Estados Unidos; 10 de diciembre de 1889-Hollywood, Estados Unidos; 1 de septiembre de 1937) fue un actor y guionista de cine estadounidense. Apareció en más de 150 películas,
estuvo en algunas películas con Charles Chaplin en 1914.

## Carrera
La primera experiencia de McCoy en el entretenimiento fue en el vodevil, donde tocaba el piano y cantaba.
Se unió a la marca Joker Comedy de Universal en 1912. En 1913, trabajó en Universal y Keystone al mismo tiempo [cita requerida] y fue uno de los Keystone Cops originales. En Triangle Keystone, McCoy dirigió 15 películas. Permaneció con el Keystone post-Sennett hasta agosto de 1917, luego hizo un breve regreso al vodevil con el circuito Pantages. En 1920, actuó junto a Sid Smith como uno de los "Hall-room Boys" de CBC / Federated antes de ser reemplazado por Jimmy Adams.
Apareció en las comedias de Stern Bros. Century para Universal de 1924 a 1925, pero pronto se convirtió en el escritor de Mack Sennett.
Demandó a Sennett por algo de música que escribió en 1930, pero la disputa aparentemente se resolvió antes de que llegara a los tribunales. A mediados de la década de 1930, tocaba el piano en el club nocturno Merry-Go-Round de Frank Kerwin.

## Filmografía
- He Would a Hunting Go (1913)
- Fatty and Minnie He-Haw (1914)
- Fatty's Magic Pants (1914)
- Getting Acquainted (1914)
- His New Profession (1914)
- The Masquerader (1914)
- The Face on the Bar Room Floor (1914)
- The Property Man (1914)
- Mabel's Married Life (1914)
- Mabel's Busy Day (1914)
- Mabel's Blunder (1914)
- Caught in a Cabaret (1914)
- Mabel at the Wheel (1914)
- Mabel's Strange Predicament (1914)
- In the Clutches of the Gang (1914)
- Tillie's Punctured Romance (1914)
- A Village Scandal (1915)
- Fatty's Chance Acquaintance (1915)
- Fatty's Reckless Fling (1915)
- Mabel and Fatty's Wash Day (1915)
- A Hoosier Romance (1918)
- Fair Enough (1918)
- The Garage (1920)
- Skirts (1921)
- The Fatal Mistake (1924)
- Heir-Loons (1925)
- Stick Around (1925)
- The Girl from Everywhere (1927)
- A Little Bit of Fluff (1928)
- Midnight Daddies (1930)
- One More Chance (1931) (escritor)
- Won by a Neck (1930)